# Батіно (Калузька область)
Батіно (рос. Батино) — присілок в Юхновському районі Калузької області Російської Федерації.
Населення становить 61 особу. Входить до складу муніципального утворення Присілок Бєляєво.

## Історія
Від 2004 року входить до складу муніципального утворення Присілок Бєляєво

## Населення
| 2002 | 2010 |
| ---- | ---- |
| 85   | ↘61  |